# Церква святих апостолів Петра і Павла (Красноїлля)
Церква святих апостолів Петра і Павла (Красноїлля) — діюча гуцульська дерев'яна церква Верховинського деканату Коломийської єпархії Православної церкви України в с. Красноїлля Івано-Франківської області, Україна, пам'ятка архітектури національного значення.

## Історія
Церква побудована в 1840 році, за іншими даними в 1843 році та освячена в 1872 році, а в 1898 році її однією з найперших в навколишніх селах перекрили бляхою. Розташована в центрі села на північ від дороги. Храм в 1905 році  розписав художник Йосиф Сороковський. До церковної парафії належали жителі сіл: Голови, Замагора, Перехресне, Чорна Річка та Вигода. Будівля церкви охоронялась як пам'ятка архітектури Української РСР (№ 1148). Церкву електрифікували в 1990 році, та вона використовується прихожанами Православної церкви України. У 2012 році центральний купол та бокові маківки перекриті булатом. 

## Священники храму
о. Сильвестр Вітошинський – (1838 – 1840 рр.), 
о. Каратніцький, 
о. Завадський, 
о. Белінкевич, 
о. Ярослав Рошко, 
о. Володимир Вергун – (1923 – 1939 рр.), 
о. Крушельницький, 
о. Жигалович, 
о. Василь Якимишин – (1943 – 1976 рр.), 
о. Кудла – (1976 – 1977 рр.), 
о. Роман Миронів – (1977 – 1982 рр.), 
о. Дмитро Поторак – (1982 – 1983 рр.), 
о. Нестор Дзюбак – (1983 – 1985 рр.), 
о. Михайло Кіцелюк – (1985 – 1992 рр.), 
о. Дмитро Петльоха – (1992 – 1993 рр.), 
о. Микола Химин – (1993 – 1993 рр.), 
о. Михайло Гергелюк – (1993 – 1996 рр.), 
о. Антон Кузів – (1996 – 2002 рр.), 
о. Василь Данильчик – (з 2002 р.).

## Архітектура
Церква хрестоподібна в плані з квадратним масивним зрубом нави, невеликими боковими раменам, подовженим прямокутним бабинцем, побудована в гуцульському стилі. Церква увінчана великим куполом, який розташований над навою на восьмигранній основі, над боковими зрубами на двоскатних дахах з 2012 року розташовані маківки. Опасання охоплює будівлю церкви лежить на кінцях зрубів. Церква має два ганки, один з яких прибудований до рамена та один до бабинця, ризницю, прибудовану до вівтаря. Опасання, та простір храму над опасанням перекриті бляхою-булатом.
В церкві збереглись  ікони з попередньої сільської церкви Святого Великомученика Димитрія Солунського, яку розібрали і продали в село Черганівка, а також п’ятиярусний позолочений іконостас.